# Побег (ботаника)

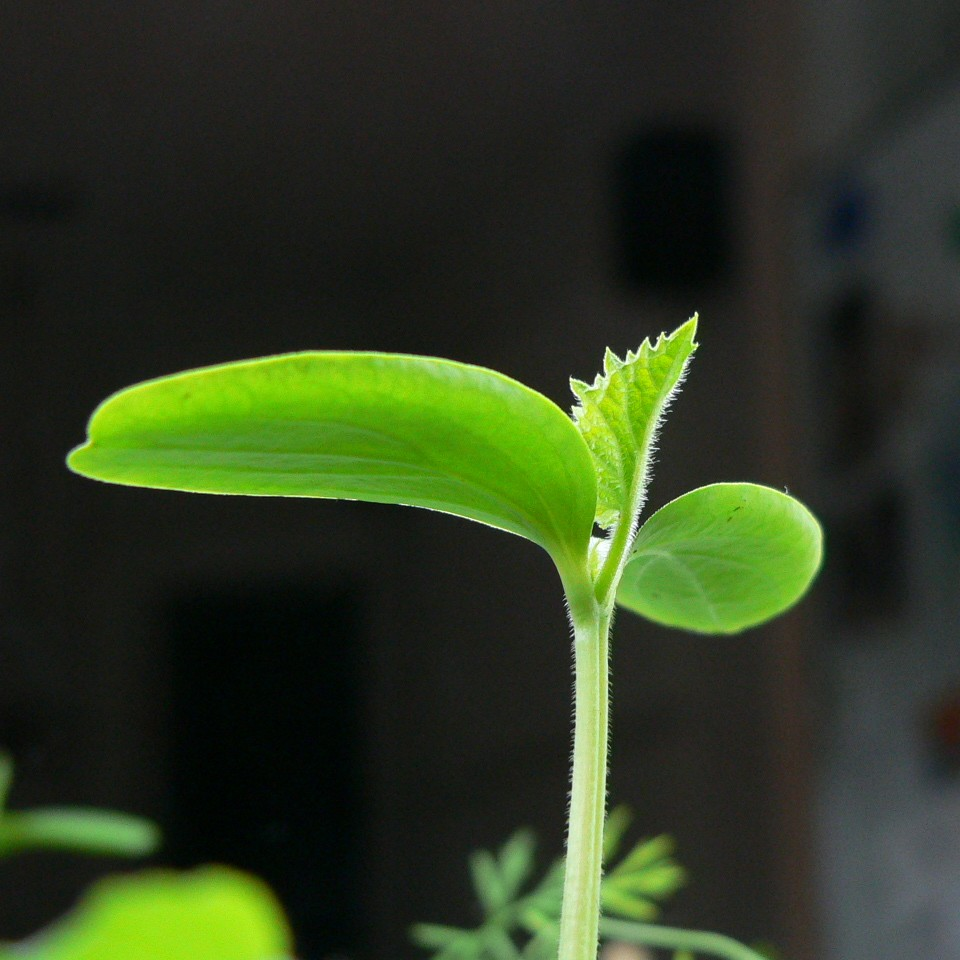
Побег огурца

Побе́г (лат. córmus) — один из основных вегетативных органов высших растений, состоящий из стебля с расположенными на нём листьями и почками.

## Филогенез побега
В филогенезе (то есть эволюционно) побеги возникли как приспособление к наземному образу жизни в результате преобразования безлистных цилиндрических органов — теломов — у риниофитов. Возникновение побегов (то есть листостебельности) — крупнейший ароморфоз в истории растительного мира на Земле. Благодаря плоской форме листьев резко возросла фотосинтезирующая поверхность, а связанное с этим увеличение транспирации способствовало развитию у растений настоящих корней как совершенных органов поглощения воды, минеральных солей и полезных веществ.

## Онтогенез побега
В онтогенезе побег развивается из почек зародыша либо из пазушной либо из придаточной (адвентивной) почки. Таким образом, почка является зачаточным побегом. При прорастании семени из зародышевой почечки формируется первый побег растения — его главный побег, или побег первого порядка.
Из главного побега формируются боковые побеги, или побеги второго порядка, а при повторении ветвления — третьего порядка и т. д.
Придаточные побеги формируются из придаточных почек.
Так формируется система побегов, представленная главным побегом и боковыми побегами второго и последующего порядков. Система побегов увеличивает общую площадь соприкосновения растения с воздушной средой.
В зависимости от выполняемой функции различают побеги вегетативные, вегетативно-генеративные и генеративные. Вегетативные (невидоизменённые) побеги, состоящие из стебля, листьев и почек и вегетативно-генеративные (частично видоизменённые), состоящие дополнительно из цветка или соцветия, выполняют функции воздушного питания и обеспечивают синтез органических и неорганических веществ. В генеративных (полностью видоизменённых) побегах фотосинтез чаще всего не происходит, зато там образуются спорангии, задача которых сводится к обеспечению размножения растения (к таким побегам относится и цветок).
Побег, на котором образуются цветки, называется цветоносным побегом, или цветоносом (иногда термин «цветонос» понимают в более узком смысле — как участок стебля, на котором находятся цветки).

### Основные органы побега

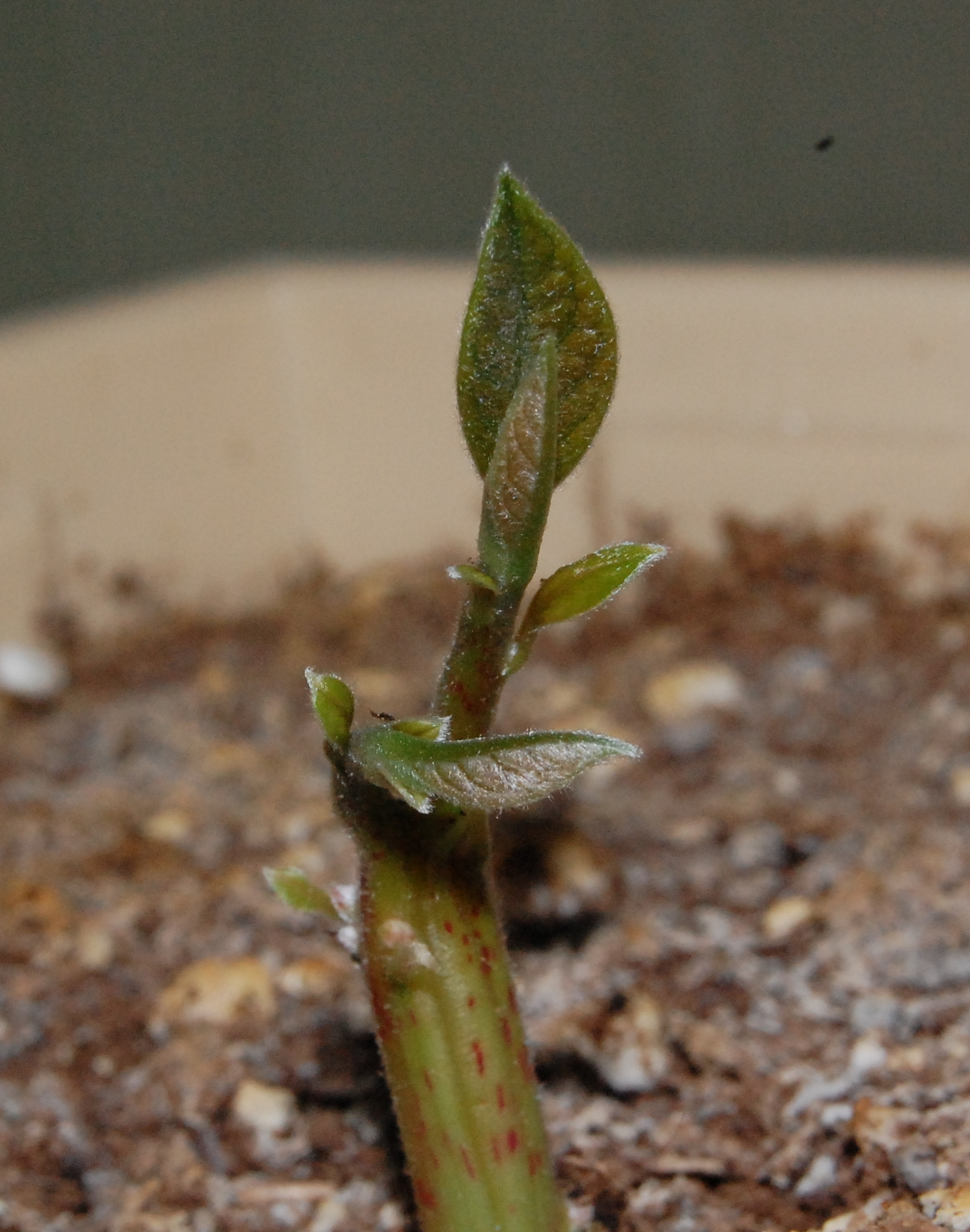
Двухнедельный побег авокадо

Вегетативный невидоизменённый побег — единый орган растения, состоящий из стебля, листьев и почек, формирующийся из общего массива меристемы (конуса нарастания побега) и обладающие единой проводящей системой. Стебли и листья, являющиеся основными структурными элементами побега — часто рассматриваются как его составные органы, то есть органы второго порядка. Кроме того, обязательная принадлежность побега — почки. Главная внешняя черта, отличающая побег от корня — наличие листьев.
Для побега характерна метамерность, то есть чередование одинаковых частей — метамеров. Листья располагаются на стебле в определённом порядке, в соответствии с типом листорасположения, а участок стебля на уровне отхождения листа называется узлом. Если основание листа полностью окружает стебель, узел называется закрытым, в противном случае — открытым. Промежутки стебля между соседними узлами называют междоузлиями. Каждый повторяемый отрезок побега, который включает в себя узел с находящимся под ним междоузлием, а также расположенные на этом отрезке листья и почки называют метамером. Угол между листом и вышележащим междоузлием называют листовой пазухой, или пазухой листа. 

## Особенности роста побегов
В сезонном климате умеренных широт рост и развитие побегов из почек носит периодический характер. У кустарников и деревьев, а также у большинства многолетних трав это происходит один раз в году — весной или в начале лета, после чего формируются зимующие почки будущего года, а в конце лета — осенью рост побегов заканчивается. Побеги, вырастающие из почек за один вегетационный период раз в год, называют годичными.
Однако формирование новых побегов из почек в течение астрономического года может быть и неоднократным. У растений, когда их вегетационный цикл состоит из нескольких периодов роста, разделённых слабо выраженными периодами покоя, нарастающие побеги называются элементарными. Так, два элементарных побега в год нередко образуются у дуба: первый — весной, второй — в середине лета; побеги летнего периода называют ивановыми. У цитрусовых, чайного куста, многих тропических деревьев образуется 3—7 элементарных побегов в год. У многих многолетних трав годичные и элементарные побеги чётко не разграничены.
Побеговая система травянистых поликарпиков состоит из побегов, которые после плодоношения не отмирают полностью, а их базальные участки с почками возобновления сохраняются. Это так называемые монокарпические побеги. В зависимости от длительности периода от раскрытия почки до плодоношения их делят на моноциклические (цикл развития побега завершается в течение одного вегетационного периода), дициклические (два года) и полициклические (три и более лет). Побеги, отмирающие, не доходя до цветения и плодоношения, называют побегами с неполным циклом развития.

## Ветвление побегов
Ветвление — процесс образования новых побегов и характер их взаимного расположения на стебле, многолетней ветви и корневище.
Поскольку побег является осевым органом, у него присутствует апикальная меристема, которая обеспечивает неограниченное нарастание в длину. Такой рост сопровождается более или менее регулярным ветвлением побега. У низших растений в результате ветвления возникает разветвлённый таллом (слоевище), у высших — образуются системы побегов и корней. Ветвление позволяет многократно увеличивать фотосинтетическую поверхность и обеспечивать растение органическими веществами.

### Типы ветвления
У различных растений наблюдается несколько типов ветвления: дихотомическое, моноподиальное, симподиальное. При дихотомическом ветвлении конус нарастания расщепляется надвое. При моноподиальном ветвлении верхушечная почка функционирует в течение всей жизни, образуя главный побег (ось первого порядка), на котором в акропетальной последовательности развиваются оси второго порядка, на них — третьего порядка и т. д. При симподиальном ветвлении одна из верхних пазушных почек образует ось второго порядка, которая растёт в том же направлении, что и ось первого порядка, смещая в сторону её отмирающую часть. Впервые такое деление было предложено немецким ботаником Пфитцером в конце XIX века.

#### Дихотомическое ветвление

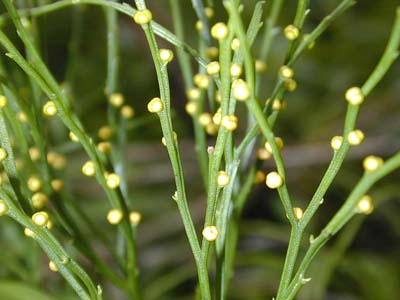
Для Псилотовидных характерно дихотомическое ветвление

Дихотомическое ветвление является наиболее примитивным типом ветвления, наблюдается как у низших растений, так и у некоторых высших растений (например, у Мхов, Плауновидных, некоторых сосудистых споровых). При дихотомическом ветвлении конус нарастания делится надвое, вновь образующиеся апексы также делятся надвое и так далее.
Различают так называемое изотомическое дихотомическое ветвление (образующиеся ветви равны по размеру) и анизотомическое (при котором образующиеся ветви неравны).

#### Моноподиальное ветвление
Моноподиальное ветвление является следующим этапом эволюции ветвления побегов. У растений с моноподиальным типом строения побега верхушечная почка сохраняется на протяжении всей жизни побега. Моноподиальный тип ветвления часто встречается среди голосеменных растений, также встречается у многих покрытосеменных (например, у многих видов пальм, а также растений из семейства Орхидные — гастрохилусов, фаленопсисов и других). Некоторые из них имеют единственный вегетативный побег (например, Фаленопсис приятный).
Моноподиальные растения — термин, наиболее часто используемый в описании растений тропической и субтропической флоры, а также в научно-популярной литературе по комнатному и оранжерейному цветоводству.
Моноподиальные растения могут существенно различаться внешне. Среди них есть розеточные, с удлиненным побегом, кустовидные.

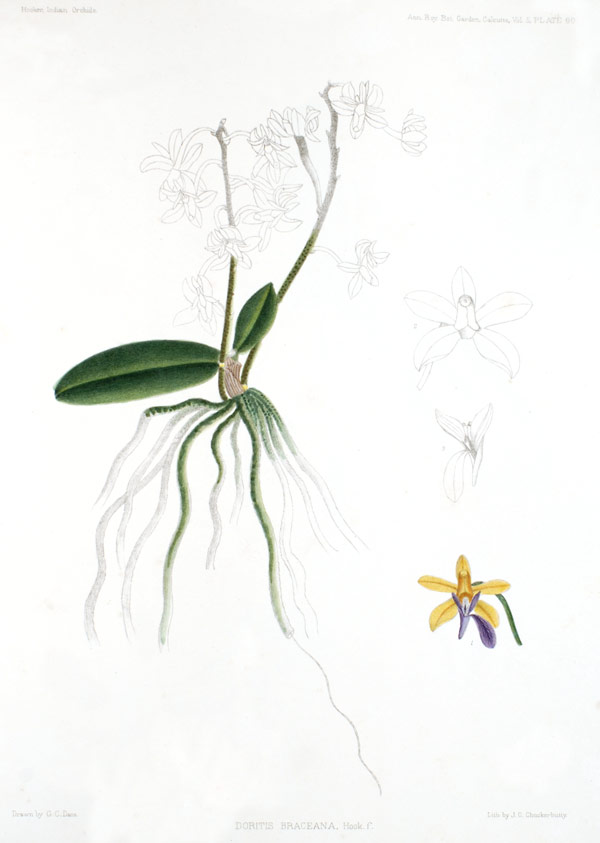
Phalaenopsis braceana. Ботаническая иллюстрация из книги J. D. Hooker; «A Century of Indian Orchids» 1895 г.
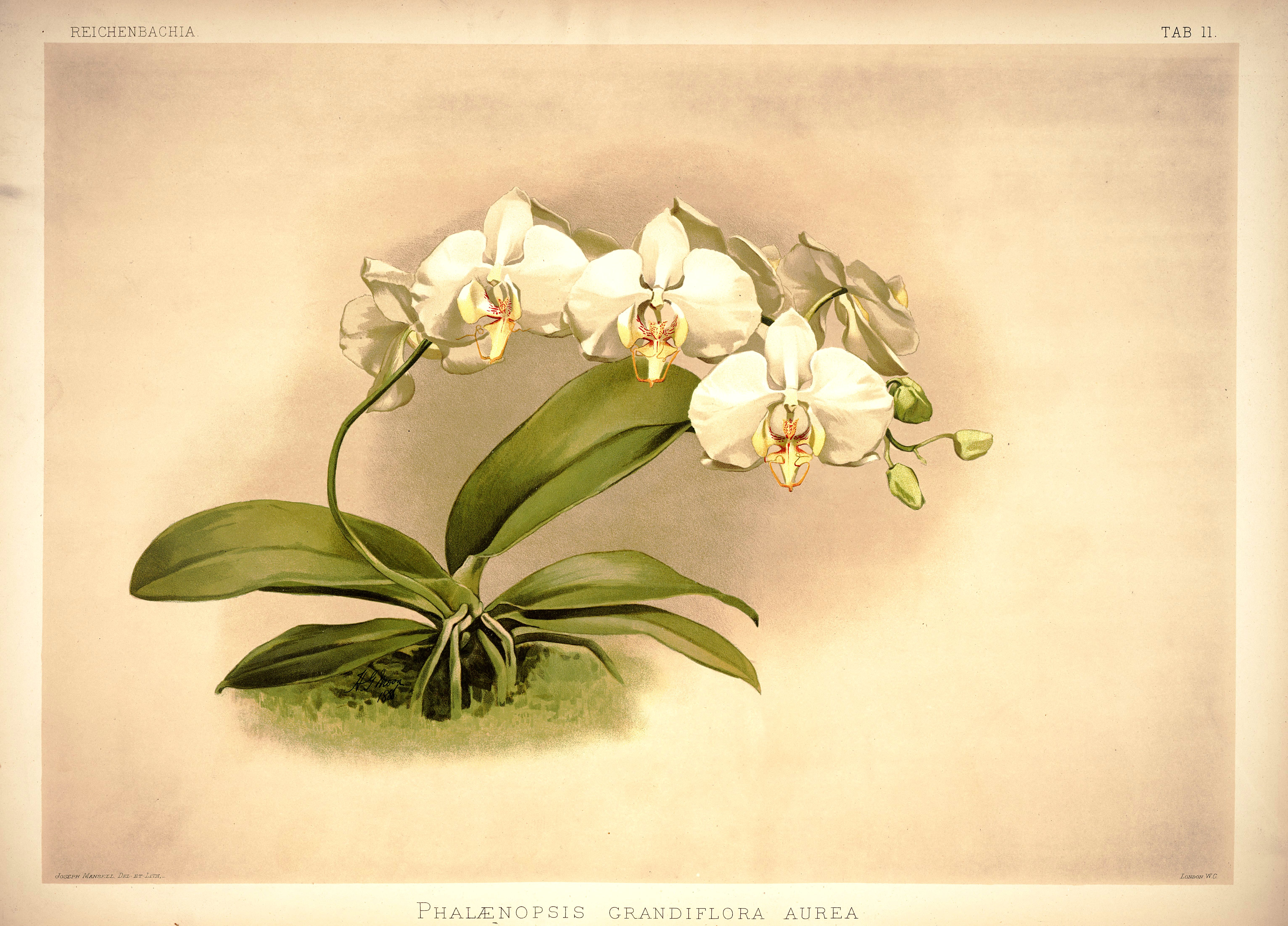
Phalaenopsis amabilis. Ботаническая иллюстрация из книги Frederick Sander, «Reichenbachia I» 1888 г.
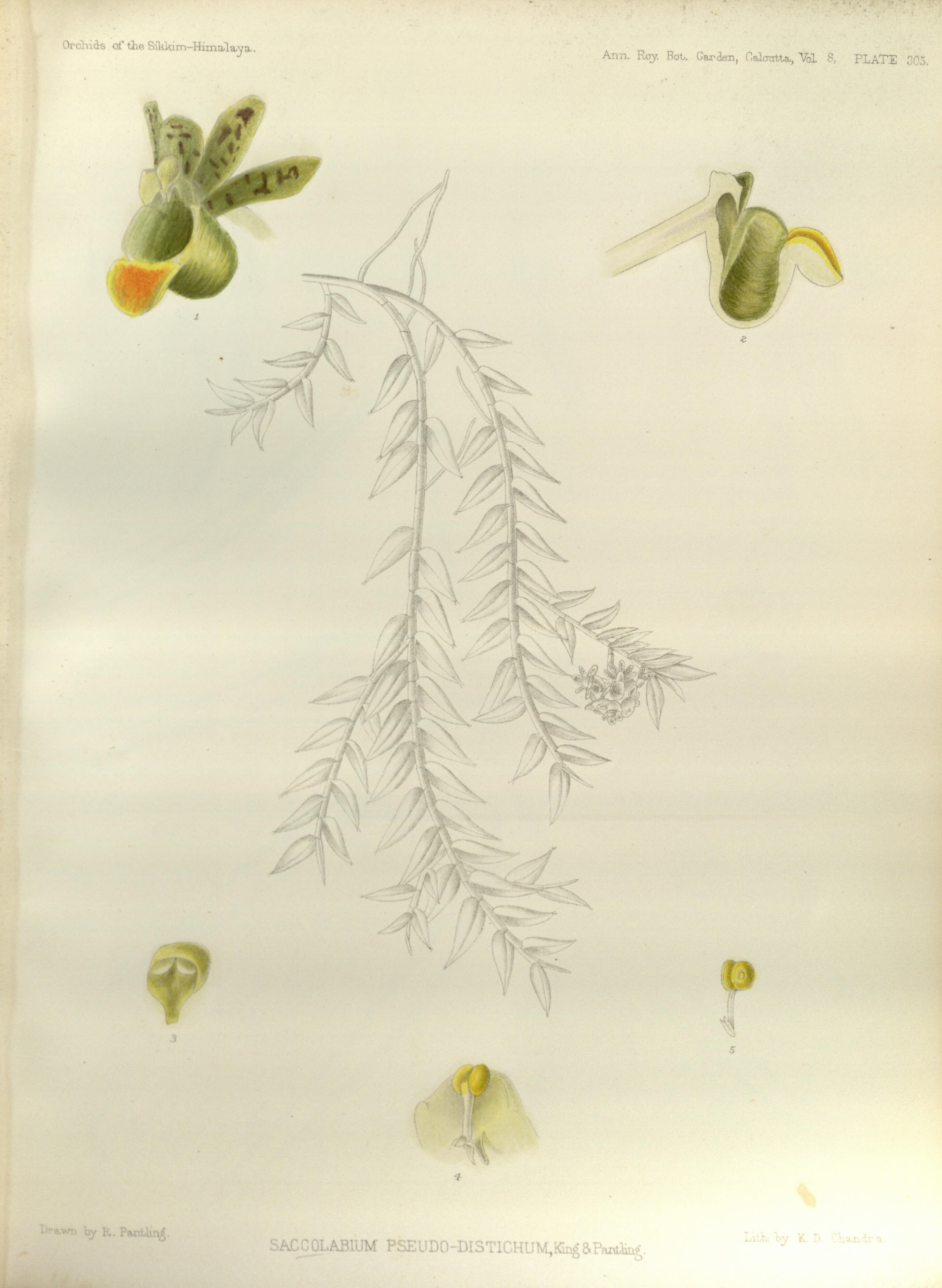
Gastrochilus pseudodistichus. Ботаническая иллюстрация  из книги G. King and R. Pantling. «The Orchids of the Sikkim-Himalaya» 1898 г.
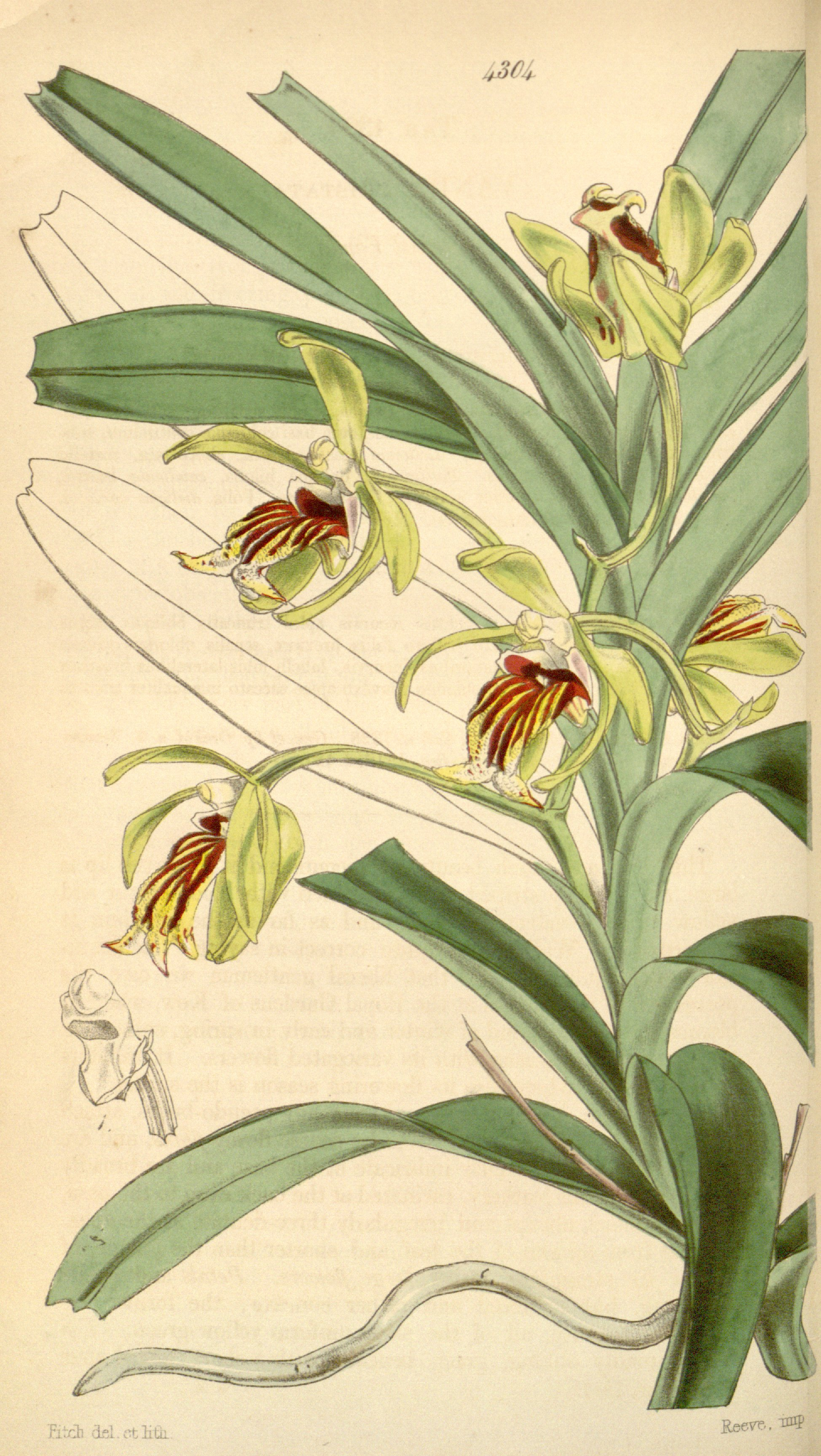
Vanda cristata. Ботаническая иллюстрация из книги Curtis's botanical magazine vol. 73 ser. 3 nr. 3 tab. 4304, 1847 г.

#### Симподиальное ветвление
У растений с симподиальным типом строения побега верхушечная почка, закончив развитие, отмирает или дает начало генеративному побегу. После цветения этот побег больше не растет, а у его основания начинает развиваться новый. Слово «симподиальный» образовано от др.-греч. συν- («вместе») и πούς («нога»).
Симподиальное ветвление характерно для многих покрытосеменных растений: например, для лип, ив и многих орхидных.
У орхидных, помимо верхушечных, у части симподиальных орхидей образуются и боковые соцветия, развиваясь из почек, расположенных у основания побега (Пафиния гребенчатая). Часть побега, прижатая к субстрату, называется ризомой. Располагается, как правило, горизонтально и не имеет настоящих листьев, только чешуевидные. Редуцированной, почти неразличимой ризома бывает у многих масдеваллий, дендробиумов и онцидиумов; хорошо различимой и утолщённой — у каттлей и лелий, удлинённой — у бульбофиллюмов и целогин, достигая 10 и более сантиметров. Вертикальная часть побега часто бывает утолщённой, образующей так называемый туберидий, или псевдобульбу. Псевдобульбы могут быть различной формы — от почти сферической до цилиндрической, конусовидной, булавовидной и удлинённой, напоминающей стебли тростника. Псевдобульбы являются запасающими органами.
Симподиальные растения — термин, наиболее часто используемый в описании растений тропической и субтропической флоры, а также в научно-популярной литературе по комнатному и оранжерейному цветоводству.

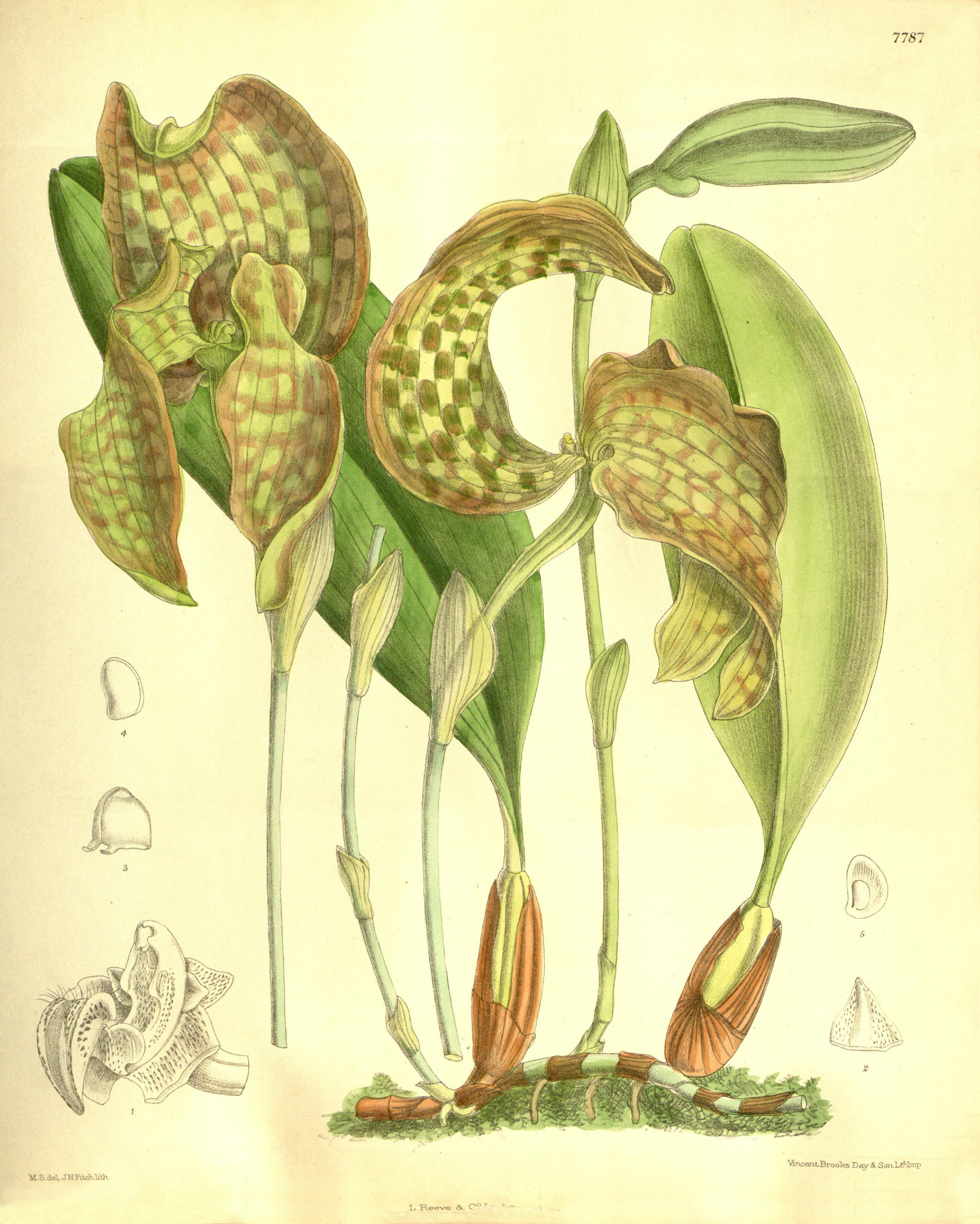
Bulbophyllum grandiflorum. Curtis's botanical magazine vol. 127 ser. 3 nr. 57 tab. 7787, 1901 г.
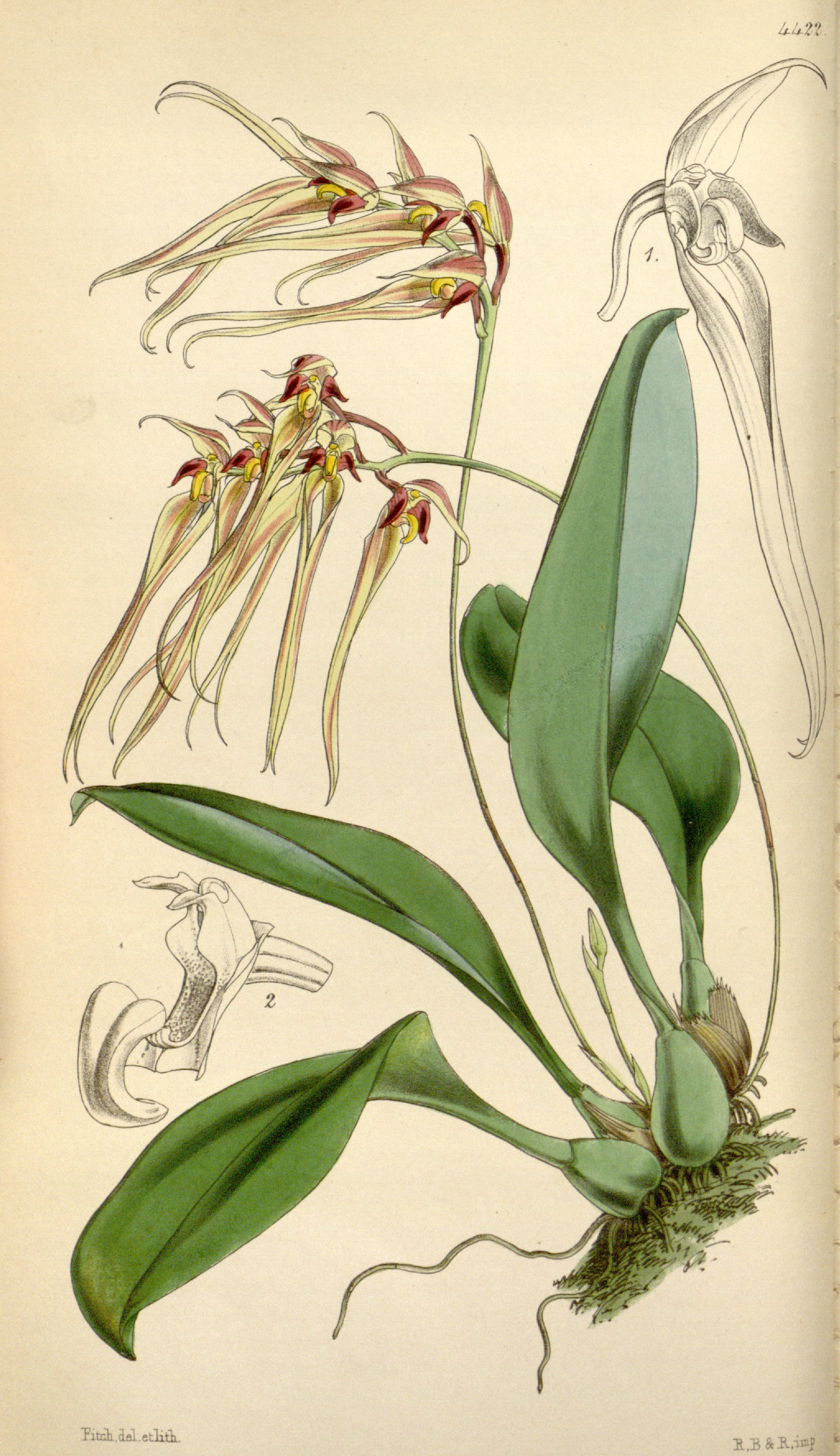
Cirrhopetalum macraei. Curtis's botanical magazine vol. 127 ser. 3 nr. 57 tab. 7787, 1901 г.
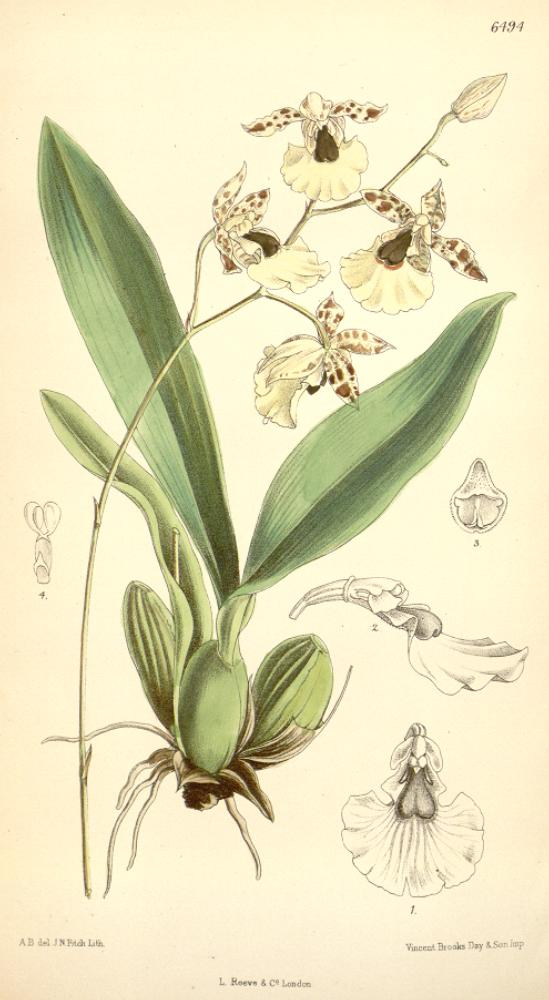
Oncidium dasystyle. Curtis's botanical magazine vol. 127 ser. 3 nr. 57 tab. 7787, 1901 г.
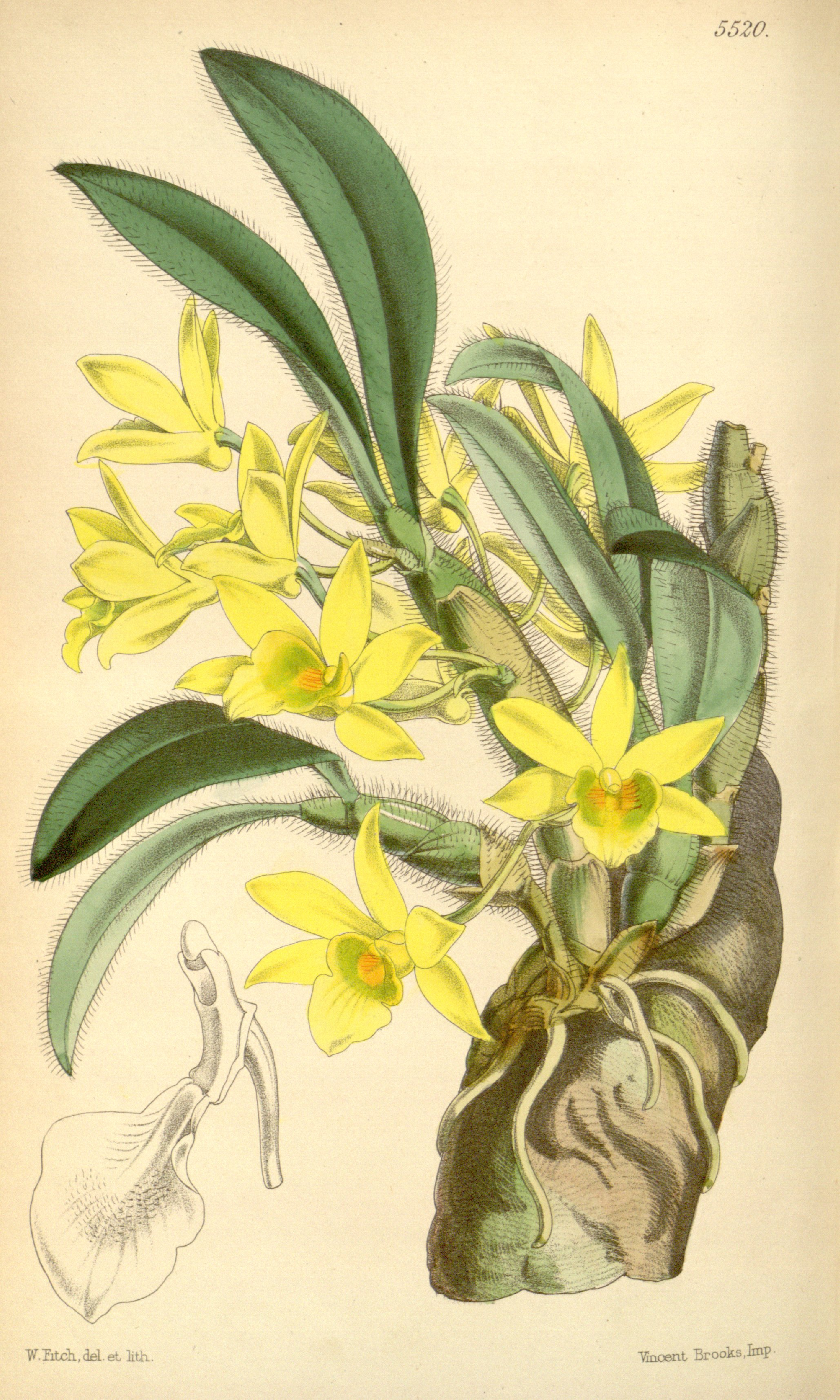
Dendrobium senile. Curtis's botanical magazine vol. 127 ser. 3 nr. 57 tab. 7787, 1901 г.

## Видоизменения побегов (метаморфоз)
Побег — самый изменчивый по внешнему облику орган растения. Это связано не только с общей мультифункциональностью вегетативных органов, возникшей в процессе эволюции, но и с изменениями, происходящими в процессе онтогенеза растений, обусловленными адаптацией к разнообразию условий окружающей среды, а у культурных растений — под воздействием человека.

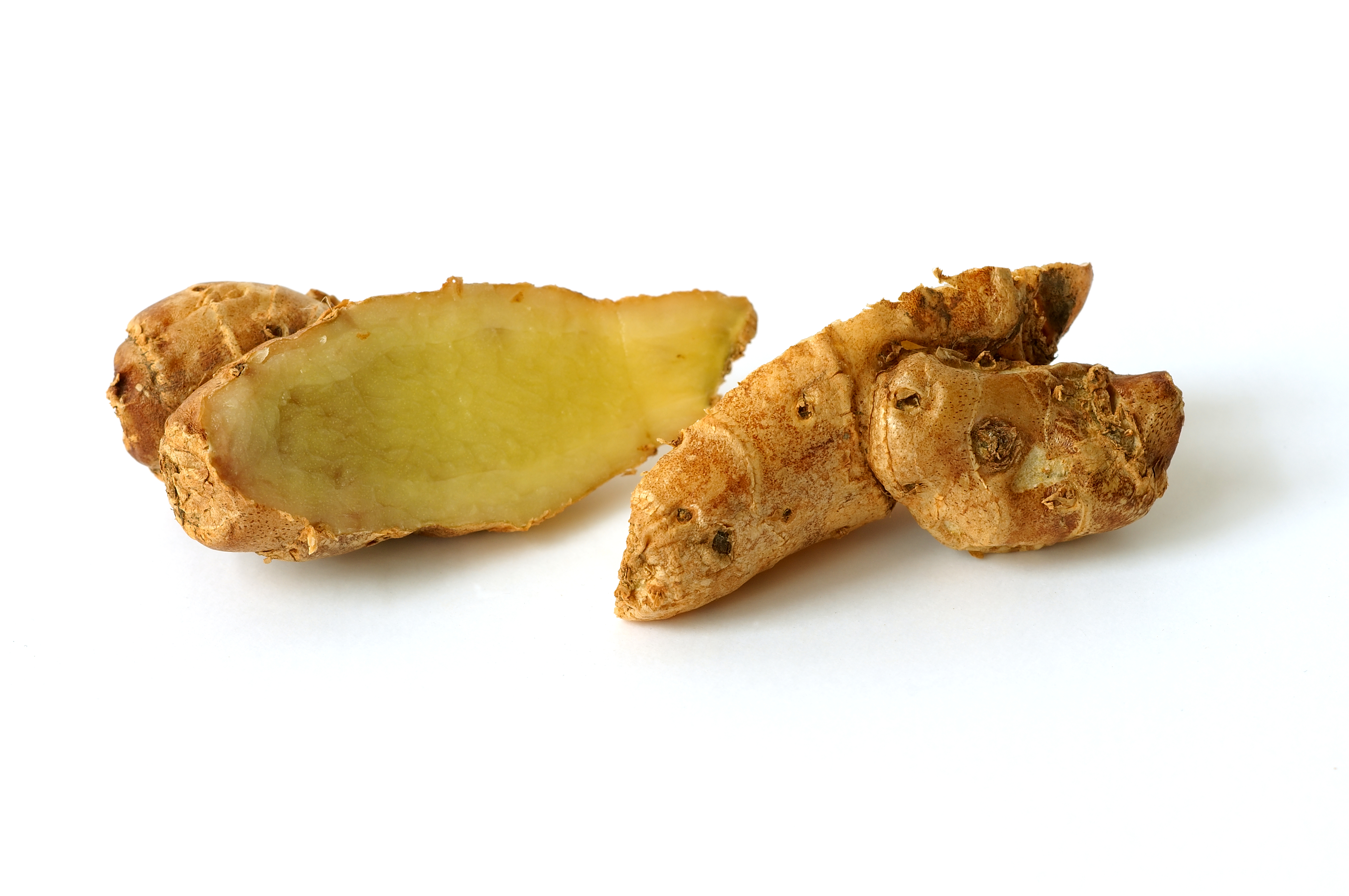
Ризомы Alpinia officinarum

Диапазон метаморфозов побега очень широк: от небольшого уклонения от типичного строения до сильно изменённых форм. Метаморфизироваться могут главные и боковые побеги растений, почки и листья.
Основной тип побега зелёного растения — надземный (воздушный) ассимилирующий побег, несущий на оси зелёные листья срединной формации. Однако и ассимилирующие побеги не одинаковы. Нередко наряду с основной функцией фотосинтеза у этих побегов выступают и другие: отложение запасов и опорная функция (большей частью в многолетних стеблях), вегетативное размножение (ползучие побеги, плети).

### Видоизменение подземных побегов

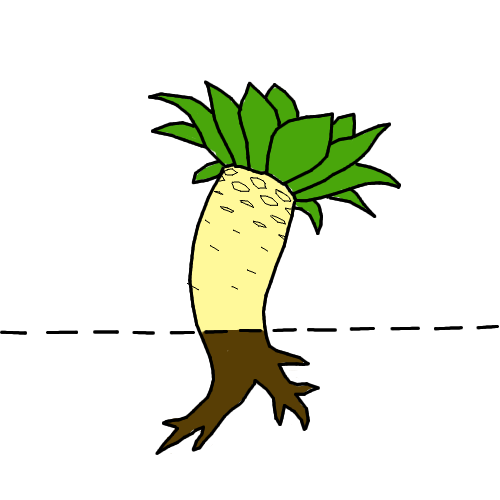
Каудекс.

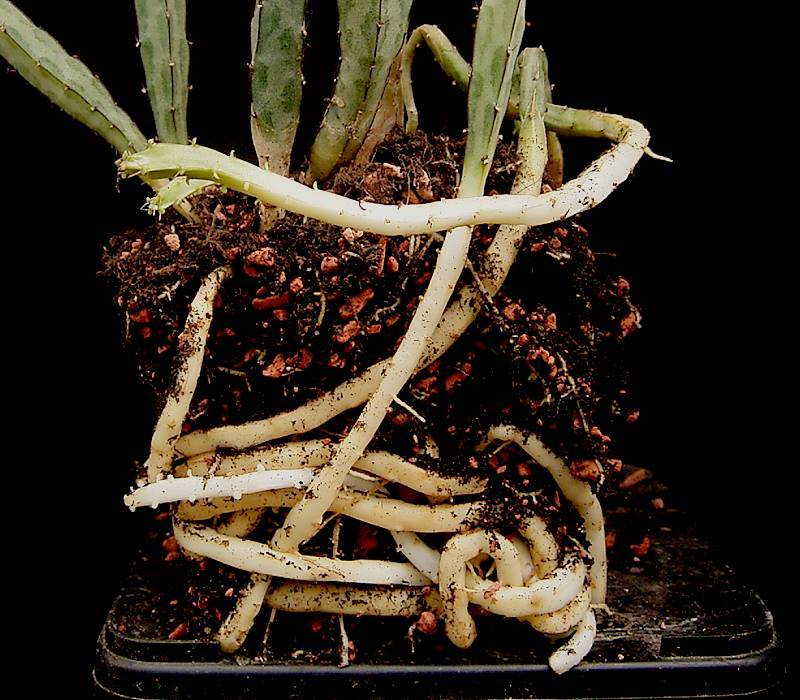
Столоны у Euphorbia taruensis

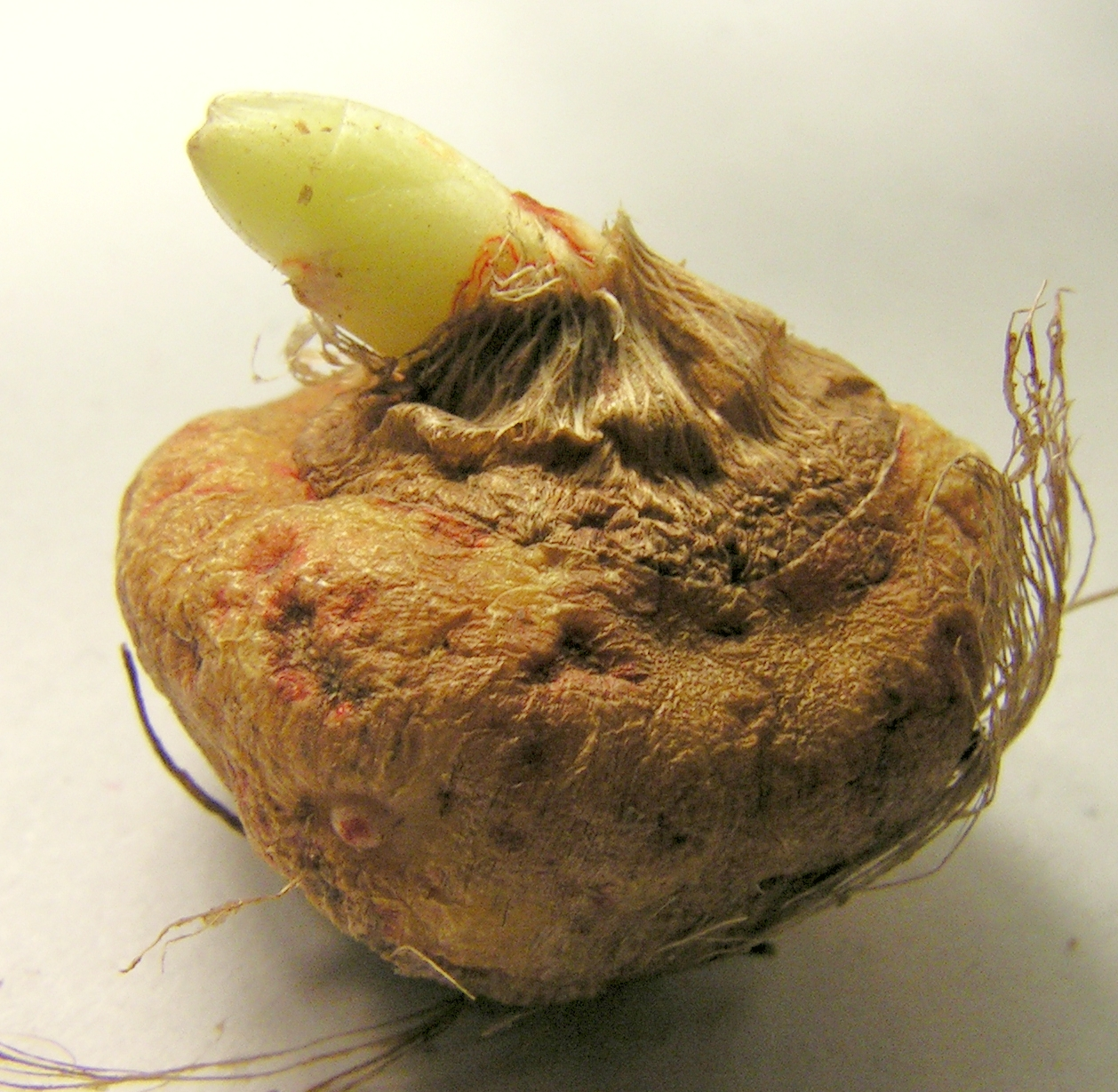
Ixia sp.: начинающая прорастать клубнелуковица

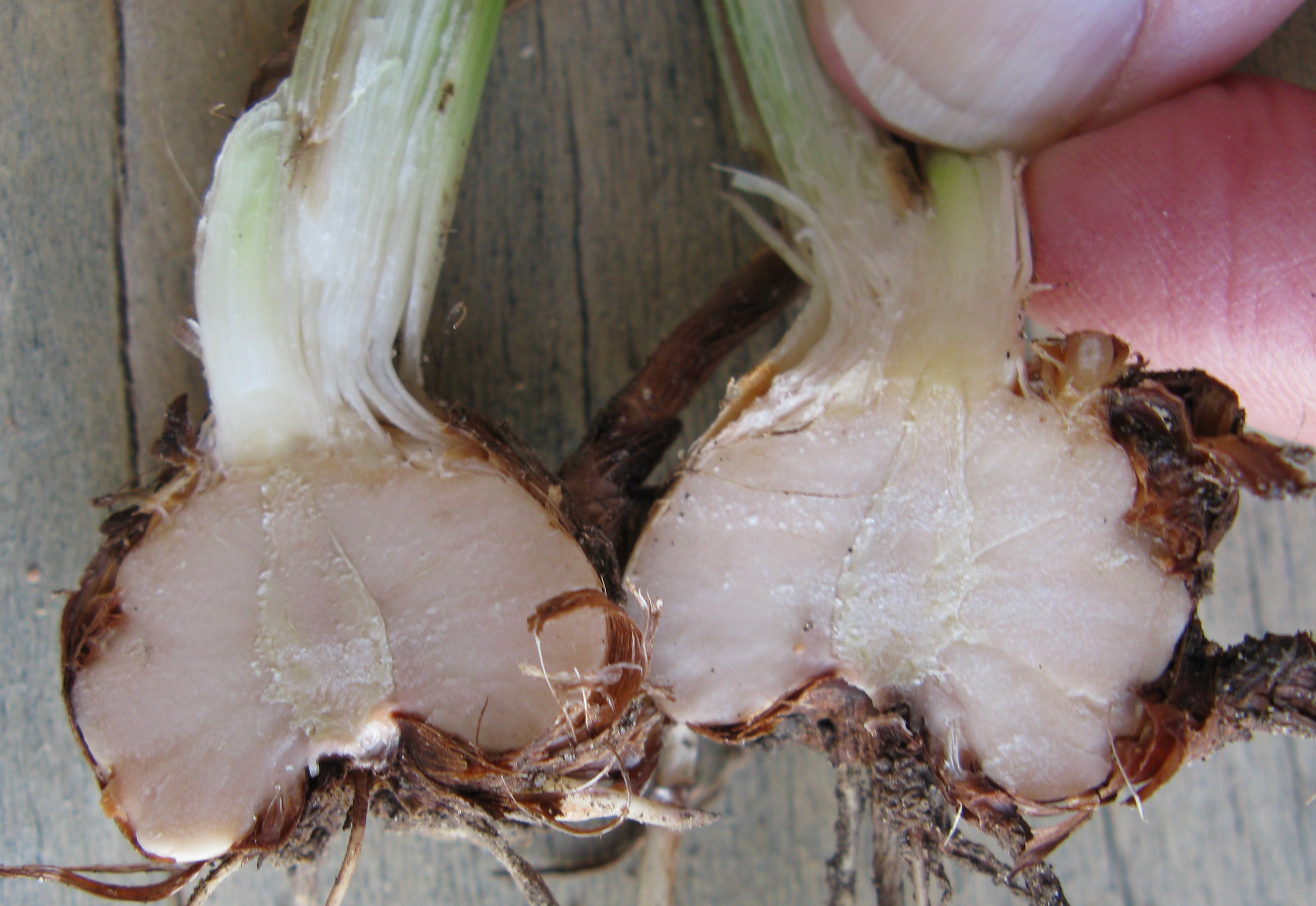
Клубнелуковица крокосмии.

Побеги, живущие под землёй, под влиянием комплекса условий, резко отличных от наземной среды, почти полностью утратили функции фотосинтеза и приобрели другие, не менее важные жизненные функции, такие как способствование перенесению неблагоприятного периода, запасания питательных веществ, вегетативного возобновления и размножения растений. К подземным видоизменённым побегам относятся: корневище, каудекс, подземные столон и клубень, луковица, клубнелуковица.
Корневище, или ризом — подземный побег с чешуевидными листьями низовой формации, почками и придаточными корнями. Толстые, сильно разветвлённые ползучие корневища характерны для пырея, короткие и довольно мясистые — для купены, ириса, очень толстые — для кубышки, кувшинки.
Каудекс — многолетний орган побегового происхождения многолетних трав и полукустарничков с хорошо развитым стержневым корнем, сохраняющимся в течение всей жизни растения. Вместе с корнем он служит местом отложения запасных веществ и несёт на себе множество почек возобновления, часть которых могут быть спящими. Каудексовых растений много среди зонтичных (бедренец, ферула), бобовых (люцерны, люпины), сложноцветных (одуванчик, полыни, василёк шероховатый).
Подземный столон — однолетний удлинённый тонкий подземный побег с недоразвитыми чешуевидными листьями. На утолщённых концах столонов растения могут накапливать запасные вещества, образуя клубни или луковицы (картофель, седмичник, адокса).
Стеблевой клубень — видоизменённый побег с ярко выраженной запасающей функцией стебля, наличием чешуевидных листьев, которые быстро сшелушиваются, и почек, формирующихся в пазухах листьев и называемых глазками (картофель, топинамбур).
Луковица — подземный (реже надземный) сильно укороченный специализированный побег, в котором запасные вещества откладываются в чешуях листовой природы, а стебель преобразован в донце. Луковица — типичный орган вегетативного возобновления и размножения. Луковицы свойственны однодольным растениям из семейства Лилейные (лилия, тюльпан, лук), Амариллисовые (амариллис, нарцисс, гиацинт) и др. Как исключение, они встречаются и у двудольных — у некоторых видов кислицы и жирянки.
Клубнелуковица — видоизменённый подземный укороченный побег с толстым стеблем, запасающим ассимиляты, придаточными корнями, отрастающими с нижней стороны клубнелуковицы, и сохраняющимися засохшими основаниями листьев (плёнчатые чешуи), в совокупности составляющими защитный покров. Клубнелуковицы имеют безвременник, гладиолус, иксия, шафран.

### Видоизменения надземных побегов

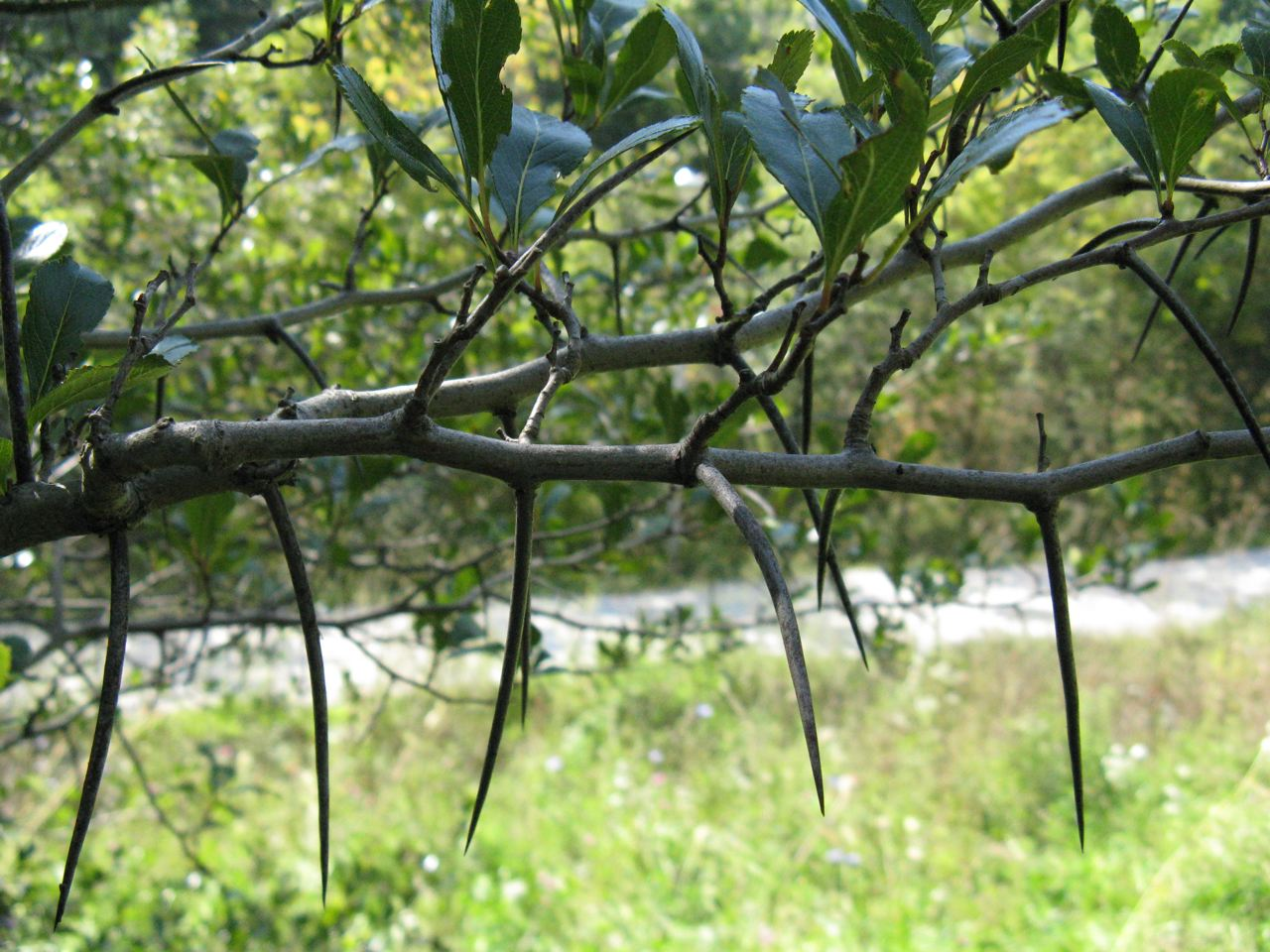
Колючка у боярышника (Crataegus crus galli)

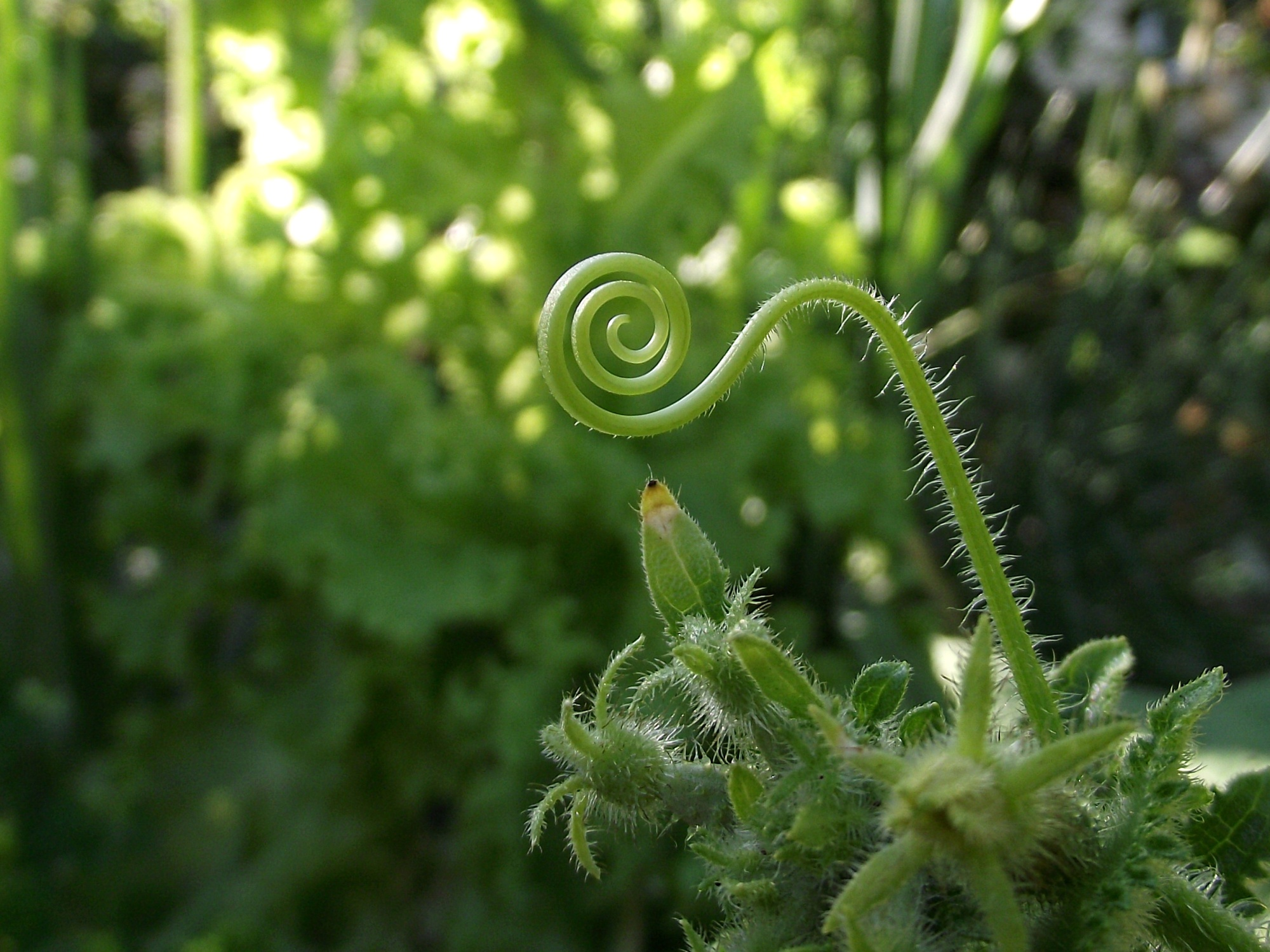
Усик огурца (Cucumis sativus)

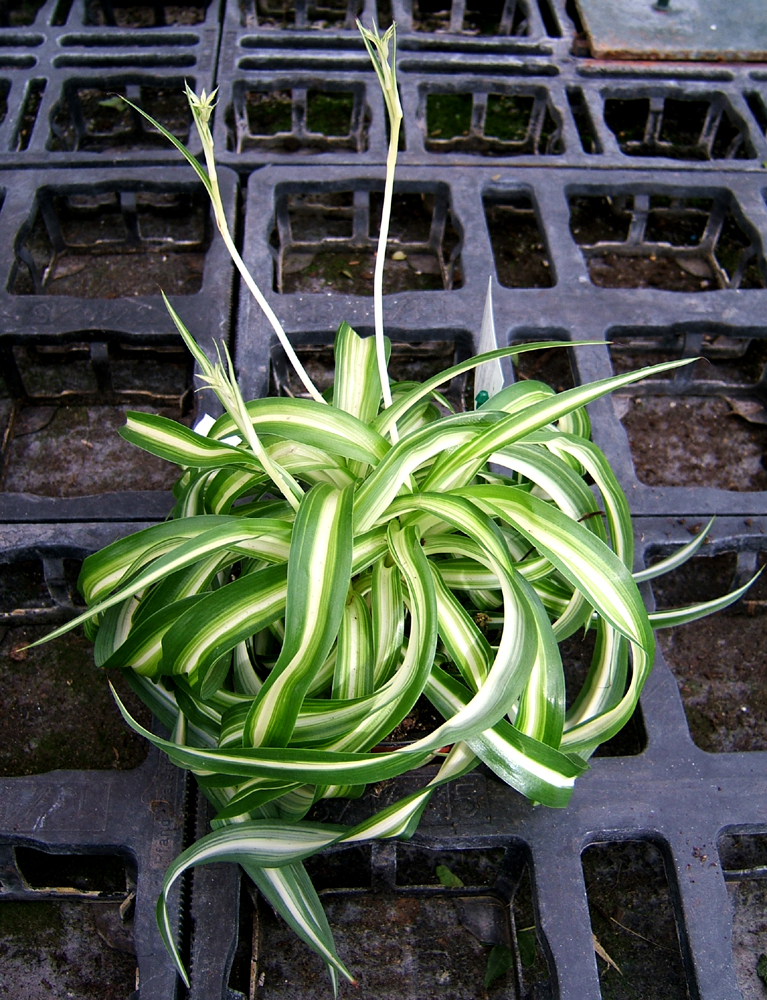
Столоны у хлорофитума (Chlorophytum comosum Bonnie)

Необычный образ жизни и/или приспособления к особым условиям существования растений приводят к различным видоизменениям побегов. При этом побеги могут служить не только для хранения питательных веществ, воспроизведения и размножения растений, но и выполнять другие функции. Нередки случаи, когда видоизменяется не весь побег, а только его листья, причём некоторые их метаморфозы внешне и функционально схожи с метаморфозами побега (колючки, усики).
Надземные столоны и усы — метаморфоз побега, служащий для вегетативного размножения, представляет собой симподий, состоящий из надземных побегов вегетативного размножения возрастающего порядка. Служит для захвата площади и расселения дочерних особей. Например плеть у многолетника живучки ползучей (Ajuga reptans), она несёт зелёные листья, участвует в фотосинтезе, функция размножения таким образом у неё не единственная. Но у некоторых растений такие побеги специализированы исключительно для размножения — они не несут на себе зелёных листьев, они тонки и непрочны, у них очень вытянутые междоузлия, после укоренения их верхушечной почки они быстро разрушаются. Как пример могут служить усы лесной земляники (Fragaria vesca).
Колючка — сильно одревесневающий безлистный укороченный побег с острой верхушкой. Колючки побегового происхождения выполняют главным образом защитную функцию. У дикой яблони, дикой груши, крушины слабительной (Rhamnus cathartica) в колючки превращаются укороченные побеги, имеющие ограниченный рост и оканчивающиеся остриём. У гледичии (Gleditschia triacanthos) мощные разветвлённые колючки образуются на стволах из спящих почек. Многие виды боярышника имеют колючки, формирующиеся из пазушных почек листьев, что топографически соответствует боковым побегам.
Усик — жгутовидный ветвистый или неразветвлённый побег метамерного строения, в типичном случае лишённый листьев. Стеблевые усики, как узкоспециализированный побег, выполняют опорную функцию. Неветвящаяся прямая часть усика представляет собой первое междоузлие пазушного побега, а закручивающаяся часть соответствует листу. Усики характерны для растений, которые не могут самостоятельно поддерживать вертикальное (ортотропное) положение. У страстоцвета голубого (Passiflora edulis) усики — это пазушные побеги моноподия, находящиеся в пазухах листьев, как и цветки. Ветвистые усики винограда (Vitis) представляют собой концы боковых побегов монохазия. У девичьего винограда (Parthenocissus) концы усиков преобразованы в прикрепительные присоски. Усики побегового происхождения образовываются также у представителей семейства Тыквенные (огурец, дыня, арбуз, тыква).
Кочан — суккулентный орган, образующийся у обычной культурной капусты. Приспособительная форма кочана возникла как видоизменение части розетки.
Кладодий — видоизменённый боковой побег, обладающий способностью к длительному росту, с зелёными плоскими длинными стеблями, выполняющими функции листа. Как орган фотосинтеза, кладодий имеет хорошо развитую хлорофиллоносную ткань, расположенную под эпидермой. К растениям с кладодиями относятся мюленбекия плоскоцветочная (Muehlenbeckia platyclada), кактус-декабрист (Zygocactus truncatus), кармихелия южная (Carmichaelia australis), коллеция (Colletia cruciata) и опунция (Opuntia).
Филлокладий — видоизменённый листовидно уплощённый боковой побег, обладающий ограниченным ростом и выполняющим функции листа. Филлокладии развиваются из боковых почек, поэтому всегда находятся в пазухе небольшого плёнчатого или чешуевидного листа. Выполняя функцию фотосинтеза, побеги филлокладиев и внешне приобретают сходство с листом, которое проявляется в ограниченном росте и полной потере метамерной структуры. Явление филлокладии свойственно таким растениям, как иглица, смела, видам родов спаржа (Asparagus), филлантус (Phyllanhtus). Филлокладии встречаются не только у покрытосеменных, но и у некоторых голосеменных, в частности, у хвойного растения из семейства Ногоплодниковые — филлокладуса.
Розеточные побеги — а) побеги с сильно укороченными междоузлиями, в результате чего все листья располагаются в виде розетки. Различают прикорневые розетки, как например у подорожника (Plantago), и присоцветные розетки, как у циперуса (Cyperus)
б) ненормальные побеги, образующиеся на соснах вследствие вреда, нанесённого соснам некоторыми вредными насекомыми, например, бабочкой-монашенкой и др.; такие побеги чрезвычайно коротки и имеют пучки коротких и широких игл.

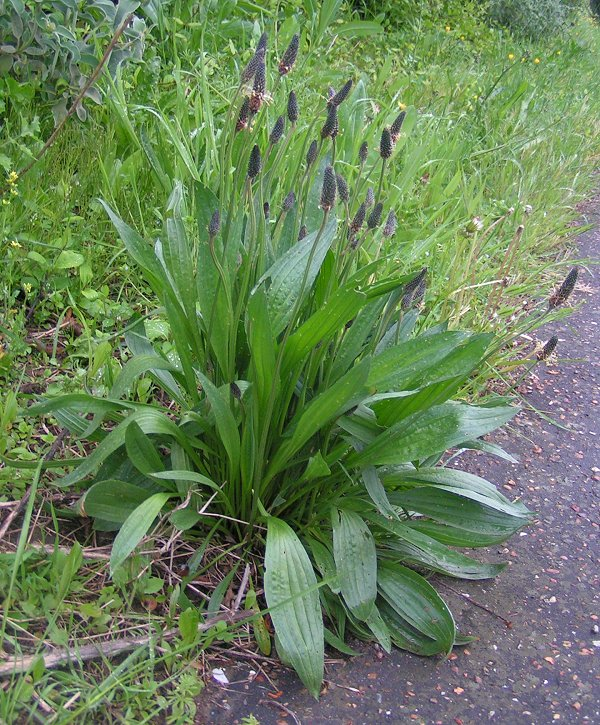
Розеточный побег: прикорневая розетка (Plantago lanceolata)
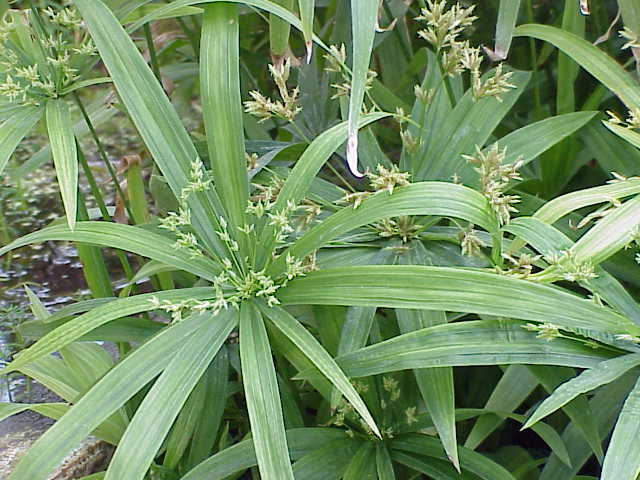
Розеточный побег: присоцветная розетка (Cyperus diffusus)
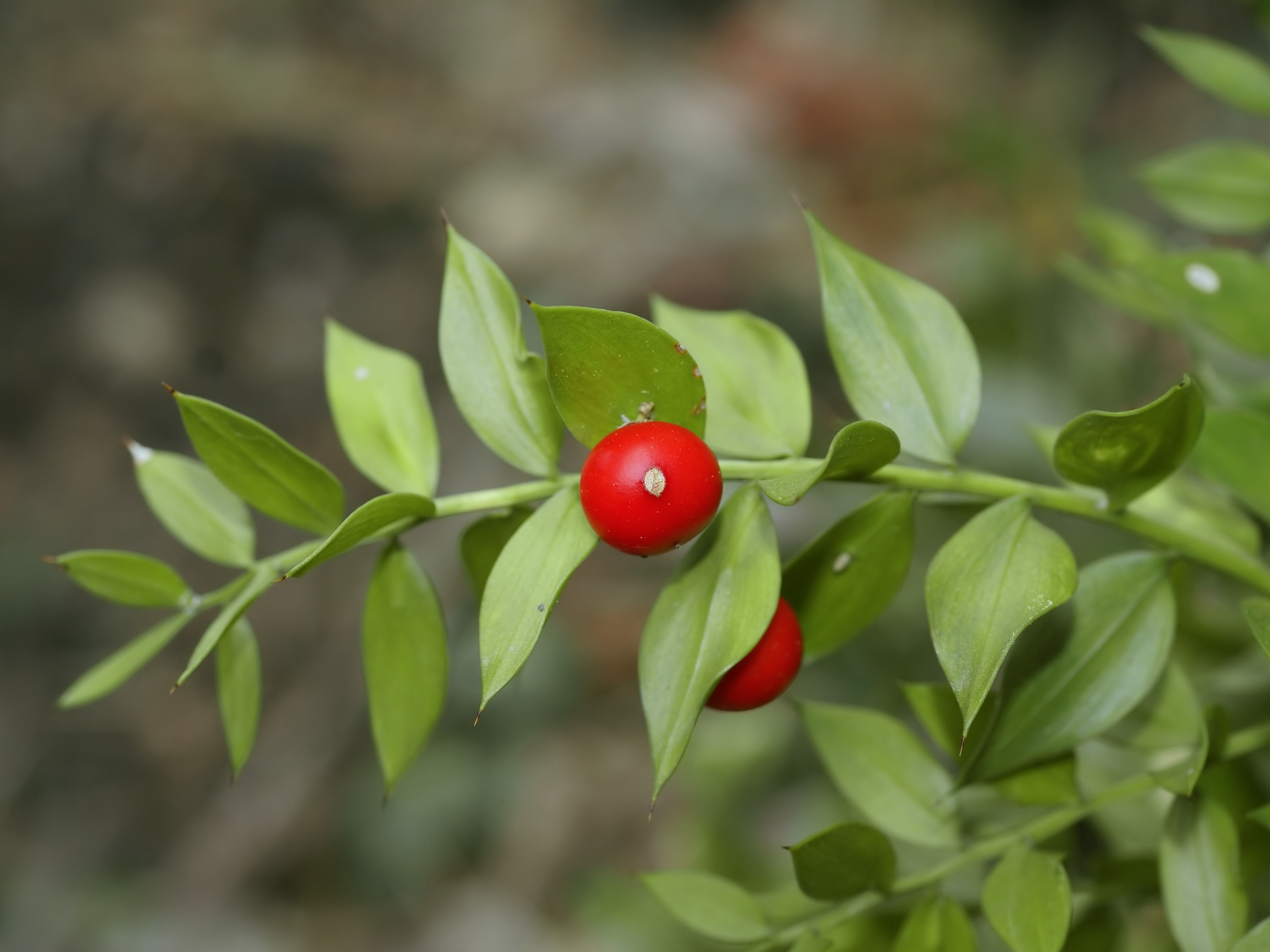
Филлокладии у иглицы (Ruscus aculeatus)
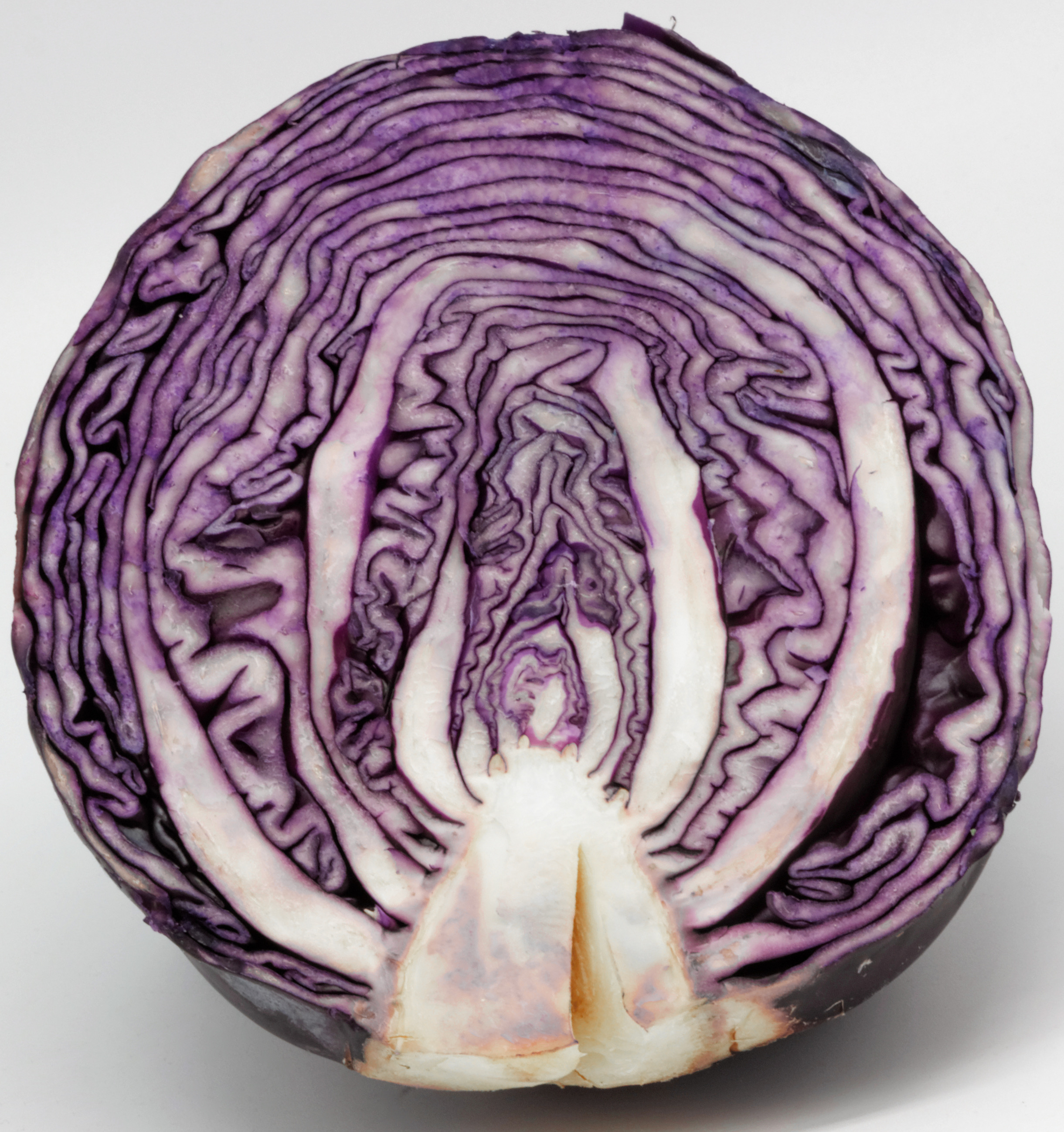
Кочан у капусты (Brassica oleracea)
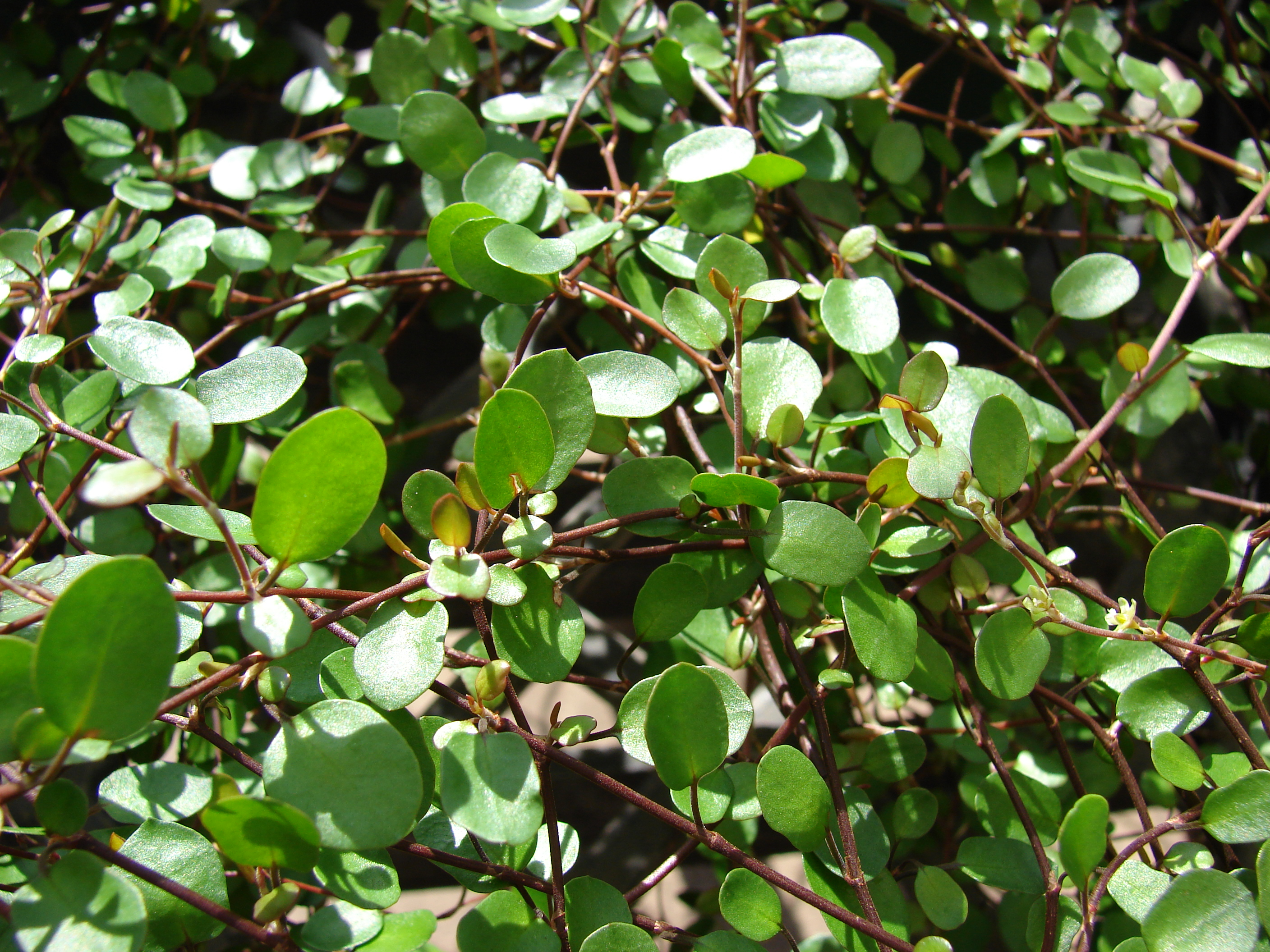
Кладодии у мюленбекии (Muehlenbeckia complexa)